# 1-Bromhexan
1-Bromhexan ist eine chemische Verbindung aus der Gruppe der Halogenkohlenwasserstoffe, genauer der Bromalkane.

## Eigenschaften
1-Bromhexan ist eine wenig flüchtige, farblose Flüssigkeit mit angenehmem Geruch, die praktisch unlöslich in Wasser ist.

## Verwendung
1-Bromhexan wird für organische und pharmazeutische Synthesen verwendet. So kann beispielsweise durch Reaktion mit Kaliumiodid 1-Iodhexan gewonnen werden.

## Sicherheitshinweise
Die Dämpfe von 1-Bromhexan können mit Luft ein explosionsfähiges Gemisch (Flammpunkt 47 °C) bilden.